# Mapillary
Mapillary é um serviço para compartilhamento de fotos com geotag desenvolvidos por Mapillary AB, localizado em Malmö, Suécia. Seus criadores querem representar todo o mundo (não apenas ruas), com fotos usando Colaboração coletiva.

## Histórico
O projeto começou em setembro de 2013, com um aplicativo para iPhone lançado em novembro, seguido de um aplicativo Android lançado em Janeiro de 2014.
Mapillary recebeu US$ 1,5 milhões em financiamento de capital de um grupo de investidores, liderado pela Sequoia Capital em janeiro de 2015.
Em Junho de 2020 foi adquirido pelo Facebook.

## Características
Mapillary oferece diferentes modos de captura, incluindo caminhadas, equitação (ou uma bicicleta ou carro), ou panorama. Em 10 de setembro de 2014, Mapillary anunciou que iria oferecer a partir de então o suporte a fotos panorâmicas e esféricas.
Em maio de 2014 Mapillary tinha cerca de 0,5 milhões de fotos e até dezembro de 2014 teve mais de 5,5 milhões.  Em março de 2015 tinha 10 milhões de fotos  e em 11 de junho de 2015tinha mais 20 milhões de fotos e por volta de 09 de agosto mais de 30 milhões.
No dia 06 de fevereiro de 2016 Mapillary contava com mais de 50 milhões de fotos. Em 22 de janeiro de 2019 há mais de 438 milhões de imagens na plataforma. Há um contador em tempo real na página inicial do seu sítio.
O Mapillary utiliza inteligência artificial para segmentar os elementos contidos nas imagens, como passadeiras, edificios, veículos, vegetação, postes de iluminação, entre outras 60 classes de elementos. Possui também o reconhecimento automático de sinalização rodoviária.

## Licença
As imagens Mapillary podem ser usadas sob Compartilhamento Creative Commons pela mesma licença 4.0 Licença Internacional (CC-BY-SA). Há uma permissão especial para derivar dados das fotos para contribuir para OpenStreetMap e Wikimedia Commons.  As trilhas GPX podem ser utilizadas sem restrição e os dados derivados podem ser utilizados desde que sejam ODbL.
A licença foi alterada em 29 de abril de 2014 de CC-BY-NC para CC-BY-SA.
Mapillary eventualmente planeja formas de gerar receita por meio do licenciamento dos dados de seus usuários para empresas.

## Referenças
1. ↑  Kristina // Øresund Startups (11 de Dezembro de 2013). «Jan Erik Solem Launches Mapilary - Putting Images on the Map». Arctic Capital. Consultado em 3 de Agosto de 2016. Arquivado do original em 2 de abril de 2015
2. 1 2  Metz, Rachel (28 de fevereiro de 2014). «Putting Crowdsourcing on the Map». MIT Technology Review. Consultado em 3 de Agosto de 2016
3. ↑  Mike Butcher (15 de janeiro de 2015). «Sequoia Invests In Mapillary To Crowd-Map The World Faster Than Street View». TechCrunch. Consultado em 3 de Agosto de 2016
4. ↑  «Mapillary Joins Facebook on the Journey of Improving Maps Everywhere»
5. ↑  Solem, Jan Erik (10 de setembro de 2014). «Now Supporting Panoramas and Photo Spheres». Consultado em 3 de Agosto de 2016
6. ↑  «Mapillary on Twitter»
7. ↑  «10M Geotagged Connected Photos». Consultado em 3 de Agosto de 2016
8. ↑  «404»
9. 1 2  Sweden, Mapillary AB,. «Mapillary | Legal». Consultado em 3 de Agosto de 2016
10. ↑  «Mapillary, OSM»
11. ↑  «Right to Derive Data from Mapillary images»
12. ↑  «License Update: Now Creative Commons Share Alike». blog.mapillary.com. Consultado em 3 de Agosto de 2016